# Badwiden
Die Badwiden waren ein (nieder-)sächsisches Adelsgeschlecht, das im 12. Jahrhundert in Nordalbingien zunächst die Grafschaften Holstein und Stormarn und danach bis zu seinem Aussterben im Mannesstamm im Jahre 1199 die Grafschaft Ratzeburg regierte. 

## Geschichte
Urkundlich bekanntes Mitglied der Familie war Heinrich von Badewide (auch Badwide, Badwede, Bodwede, Bodewide, Bodwide, Badewin), ein Edelfreier mit Sitz auf Gütern in und um Bodwede bei Bode in der Gemeinde Hanstedt in der Lüneburger Heide. Er wurde 1137 von Albrecht dem Bären als Graf von Holstein und Stormarn eingesetzt, musste 1139 dem vorherigen Amtsinhaber Adolf II. von Schauenburg weichen, erwarb daraufhin durch Kauf von Herzogin Gertrud, der Witwe des im Oktober 1139 verstorbenen Heinrich des Stolzen, die von ihm 1138/39 eroberte Landschaft Wagrien, und wurde 1143 von Herzog Heinrich dem Löwen als Graf mit dem Gau Polabien mit dem Hauptort Ratzeburg belehnt, womit die Grafschaft Ratzeburg geschaffen wurde. Heinrich war auch Vogt des 1154 neu errichteten Bistums Ratzeburg. Er war mit einer namentlich unbekannten Verwandten des dänischen Königs Waldemar I. verheiratet und starb 1163 oder 1164.
Auf Heinrich folgte sein Sohn Bernhard I. († 1195) als Graf von Ratzeburg. Er war mit Margaretha von Schlawe, Tochter des Herzogs Ratibor I. von Pommern, verheiratet. Das Paar hatte drei namentlich bekannte Kinder: Volrad (X um 1180), Heinrich (X um 1190) und Bernhard II. († 1198).
Da seine beiden älteren Brüder Volrad und Heinrich bereits gefallen waren, beerbte Bernhard II., der zunächst für eine kirchliche Laufbahn vorgesehen war, seinen Vater als Graf von Ratzeburg. Er starb 1198.
Aus der Ehe Bernhards II. mit Adelheid von Wassel († 1244) stammte ein Sohn, Bernhard III., der jedoch schon als Kind nur ein Jahr nach seinem Vater verstarb. Mit ihm erlosch das Geschlecht der Badwiden im Mannesstamm. Nach dem Tod von Mann und Sohn heiratete Adelheid den Grafen Adolf I. von Dassel, der damit die Grafschaft Ratzeburg erwarb, sie aber schon im Mai 1200 (oder 1201) nach der verlorenen Schlacht bei Waschow an König Knut VI. von Dänemark verlor.